# 이건용 (정치인)
이건용(1946년 10월 8일 ~ )은 대한민국의 정치인이다. 제33대 음성군수를 역임했다.

## 역대 선거 결과
| 실시년도 | 선거      | 대수 | 직책 | 선거구      | 정당     | 득표수   | 득표율          | 순위 | 당락 | 비고 |
| -------- | --------- | ---- | ---- | ----------- | -------- | -------- | --------------- | ---- | ---- | ---- |
| 2002년   | 지방 선거 | 33대 | 군수 | 충북 음성군 | 한나라당 | 12,762표 | \| \| 31.35% \| | 1위  |      | 초선 |
|          | 31.35%    |      |      |             |          |          |                 |      |      |      |

## 논란

### 선거법 위반
이건용은 제3회 전국동시지방선거에서 선거법을 위반한 혐의로 검찰에 기소되었다. 이후 대법원에서 징역 1년 6개월, 집행유예 2년의 형이 확정되면서 군수직을 상실했다.